# Presezzo
Presezzo là một đô thị ở tỉnh Bergamo trong vùng Lombardia của nước Ý, có vị trí cách khoảng 40 km về phía đông bắc của Milano và khoảng 8 km về phía tây của Bergamo. Tại thời điểm ngày 31 tháng 12 năm 2004, đô thị này có dân số 4.657 người và diện tích là 2,1 km².
Đô thị này giáp Mapello về phía bắc, Bonate Sopra về phía tây nam, và Ponte San Pietro về phía đông.